# سكوفيه

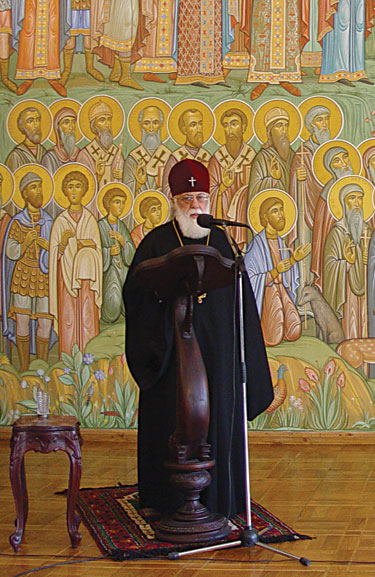
بطريرك الكنيسة الجورجية الرسولية الأرثوذكسية إيليا الثاني يرتدي السكوفيه.

سكوفيه (باليونانيَّة: σκούφια وأيضًا σκούφος) هو جزء من الملابس الدينية لإكليروس الكنيسة الأرثوذكسية الشرقية والكنائس الكاثوليكية الشرقية بالإضافة (في هذه لون السكوفيه أسود) في لون السكوفيه الخاصة برجال الدين كدليل على الشرف عادةً ما تكون أحمر أو بنفسجي.
هناك عدة أنماط للقبعة منها النمط الروسيّ التي عادًة ما تكون لينة من الجانب العلوي، وهناك النمط اليوناني والتي تكون عادًة مطوية، أو النمط الروماني المسطحة مع حواف مرتفعة.